# Il signor Diavolo (romanzo)
Il signor Diavolo. Romanzo del gotico maggiore è un romanzo di Pupi Avati del 2018.
Lo stesso autore ne ha tratto un film uscito nelle sale il 22 agosto 2019.

## Trama
Fulvio Momentè è un funzionario del Ministero di Grazia e Giustizia insofferente del suo lavoro d'ufficio. Egli si è separato dalla bellissima moglie Laura dopo che, per ripagare dei debiti contratti con gli strozzini, l'aveva fatta prostituire e questa aveva finito per fuggire con uno dei suoi clienti.
Nell'autunno del 1952 gli viene offerta l'occasione di dimostrare il suo valore: viene inviato per un'ispezione a Venezia allo scopo d'insabbiare un processo che potrebbe rivelarsi dannoso per la causa democristiana in vista delle elezioni dell'anno successivo: il magistrato comunista Marino Malchionda sta istruendo un processo contro Carlo Mongiorgi, un quattordicenne che nella località lagunare di Lio Piccolo ha ucciso un altro ragazzo vedendo in lui il diavolo. In particolare, si vorrebbe evitare che siano chiamati a deporre in aula un prete e una suora che esercitavano un forte ascendente sull'accusato.
Durante il viaggio in treno verso Venezia Fulvio legge gli atti. Carlo racconta di essere stato molto amico con Paolino Osti, un suo coetaneo molto forte fisicamente, con il quale frequentava nel suo paese il catechismo tenuto dal sagrestano Gino, che insisteva tra le altre cose sul fatto che si dovesse temere il signor Diavolo. A un certo punto si era stabilita a Lio Piccolo, nel palazzo di famiglia, la nobildonna Clara Vestri Musy con il figlio Emilio, di poco più grande di Carlo, del quale si diceva che non fosse normale: in effetti suor Dolores, cugina di Carlo, gli aveva raccontato che Emilio aveva ucciso a morsi la sorellina di pochi giorni. Per cercare d'integrare Emilio nella nuova comunità, gli viene offerto di fare il chierichetto con Carlo, ma quando i ragazzi fanno la prima comunione, Emilio fa in modo che Paolino, con il quale aveva una ruggine, calpesti l'ostia consacrata, tra lo sgomento dei presenti. 
Poco tempo dopo Paolino si ammala e muore; Emilio racconta a Carlo che conosce un modo per far ritornare gli spiriti dei morti: dar da mangiare l'ostia consacrata a un maiale. Dopo di ciò, Carlo vede un quaderno appartenuto al suo amico muoversi da solo; ne è terrorizzato e confida tutto a suo padre Giulio, che dopo essersi consultato con suor Dolores uccide il maiale con il suo fucile e gli dà fuoco. Poco dopo Giulio Mongiorgi viene trovato morto, apparentemente ucciso da un colpo partito dal fucile per errore. Quando Carlo rincontra Emilio, con la fionda di Paolino tesa al massimo gli lancia un sasso contro la testa, uccidendolo, convinto di aver eliminato il figlio del Diavolo.
Dagli atti risulta inoltre che l'autopsia è stata condotta in modo non propriamente regolare e che il cadavere di Emilio è stato seppellito in tutta fretta. La madre di Emilio aveva raccontato che il figlio soffriva di epilessia e di altri problemi cerebrali, per i quali si era dovuto sottoporre a diverse operazioni, e che in passato avevano adottato una bambina senza più i genitori che era morta dopo pochi giorni, ma la donna aveva negato con decisione che Emilio vi avesse avuto una parte. Il perito balistico aveva espresso dubbi sul fatto che l'imputato fosse stato in grado di tendere la fionda al punto da imprimere al sasso la velocità necessaria per uccidere.
Fulvio riceve in albergo un involto con dei denti che sembrano le zanne di un verro; questo gli ricorda che Carlo aveva dichiarato che anche Emilio aveva denti simili. Si dirige alla chiesa delle Zitelle alla Giudecca per parlare con padre Amedeo, il prete a cui faceva riferimento suor Dolores; il sacerdote però, contrariamente a quanto si aspetta, gli fa un discorso essenzialmente razionalistico. Fulvio affronta allora la madre di Emilio, chiedendole di ritrattare le accuse fatte verso padre Amedeo e suor Dolores, che secondo lei avrebbero plagiato Carlo Mongiorgi con le loro chiacchiere sul Diavolo facendoglielo vedere in suo figlio, in cambio della non ingerenza del Ministero nel processo; in caso contrario, egli richiederebbe la riesumazione del corpo di Emilio. La donna appare molto turbata e propensa a cedere; Fulvio però non può godere a lungo di questo risultato perché poco dopo gli viene annunciato da un suo superiore che sarà sollevato dall'incarico.
Per una questione di soddisfazione personale nel ricercare la giustizia, invece di tornare a Roma decide di recarsi a Lio Piccolo per cercare le prove che potrebbero scagionare Carlo o almeno migliorare la sua posizione. Il sagrestano Gino gli rivela che la figlia adottiva della Vestri Musy, sbranata da Emilio con le sue zanne, è stata seppellita in una cassetta nella cripta della chiesa. Quando Fulvio vi si cala per cercarla, Gino dall'alto chiude la botola lasciandolo all'interno senza via d'uscita.

## Edizioni
- Pupi Avati, Il signor diavolo. Romanzo del gotico maggiore, Milano, Guanda, 2018, ISBN 978-88-235-1603-8.